# Markaz al Balyanā
Markaz al Balyanā (arabiska: مركز البلينا) är en region i Egypten.   Den ligger i guvernementet Sohag, i den centrala delen av landet, 400 km söder om huvudstaden Kairo.